# Джем и голограммы
«Джем и голограммы» (англ. Jem and the Holograms) — американский музыкальный фантастический фильм, снятый по мотивам одноимённой серии игрушек и анимационного телесериала, который шёл в США с 1985 по 1988 годы. Режиссёром картины стал Джон Чу, а автором сценария Райан Ланделс. Премьера в США — 23 октября 2015. Несмотря на существование официального дублированного трейлера, ожидаемая премьера в России не состоялась, поскольку после провала фильма на родине проекта компания Universal Pictures решила не выпускать фильм в мировой прокат.

## Аннотация
Юная Джерика Бентон и три её сестры (родная и две сводные) живут в небольшом городке, пишут песни, поют, трое из них объединились в любительскую группу. Джерика же отличается стеснительностью и не готова делиться своим талантом с людьми. Однажды её исполнение собственной песни появляется на youtube, после него жизнь сестер изменится навсегда.

## В ролях
| Актёр             | Роль |
| ----------------- | --- |
| Обри Пиплз        | Джерика Бентон «Джем», вокалистка группы                                                                          |
| Изабелла Райс     | Джерика в детстве                                                                                                 |
| Стефани Скотт     | Кимбер Бентон, младшая сестра Джерики, клавишница и автор песен группы                                            |
| Хейли Кийоко      | Айя Лейт, гитаристка и правая рука Джерики                                                                        |
| Аврора Перрино    | Шана Элмсфорд, бас-гитаристка группы                                                                              |
| Винтер Перрино    | Шана в детстве |
| Джульетт Льюис    | Эрика Реймонд, большой босс в звукозаписывающей компании Starlight Records                                        |
| Райан Гузман      | Рио Пакеро, администратор группы, отвечает за гастроли и концерты. Пассия Джем                                    |
| Молли Рингуолд    | Миссис Бейли, управляющая Starlight House, особняком, где выросли девочки и который они унаследовали от родителей |
| Нэйтан Мур        | Зиппер |
| Барнеби Карпентер | покойный отец Джерики и Кимбер                                                                                    |
| Николас Браун     | Брэд |
| Кеша              | Пизаз |
| Хана Мэй Ли       | Рокси |
| Саманта Ньюарк    | в роли самой себя                                                                                                 |
| Бритта Филлипс    | в роли самой себя                                                                                                 |
| Дуэйн Джонсон     | в роли самого себя                                                                                                |

## Производство
После недавнего успеха «Броска кобры» и «Трансформеров» компания Hasbro собралась выпустить художественный фильм совместно с Universal Studios, с которой Hasbro подписала контракт на производство шести фильмов в 2010. 20 марта 2014 было объявлено о готовящейся киноверсии анимационного сериала «Джем и голограммы», режиссёром которой стал Джон Чу. 21 марта стало известно, что автор сценария оригинального сериала про Джем, Кристи Маркс, не будет задействована в производстве картины. 20 октября 2014 Hasbro Studios объявили о создании нового продюсерского подразделения Allspark Pictures, специально для работы над фильмом про Джем, а также над проектом о маленьких пони, запланированном на 2017.

### Актёрский состав
В апреле было объявлено о том, что роль Джем исполнит Обри Пиплз, Стефани Скотт сыграет Кимбер, Хейли Кийоко станет Айей, а Аврора Перриньо перевоплотится в Шану. 30 апреля к команде присоединился Райан Гузман, а 19 мая на съемочную площадку пришла Джульетт Льюис. Молли Рингуолд подтвердила своё участие в съемках 20 мая.

### Съёмки
Съёмки начались 22 апреля 2014 года в калифорнийском городе Ван-Найс, а 19 мая группа переместилась в Лос-Анджелес. Завершились съёмки 24 мая 2014.

## Продвижение
25 февраля 2015 вышли первые официальные кадры из фильма, на которых Пиплз (Джем), Скотт (Кимбер) и Кийоко (Айя) выступают на сцене. 12 мая 2015 режиссёр фильма Джон Чу показал первый официальный постер фильма, а на следующий день трейлер был опубликован онлайн.

## Релиз
16 октября 2014 Universal и Blumhouse объявили о запланированной дате выхода фильма — 23 октября 2015.